# Rusova Veche

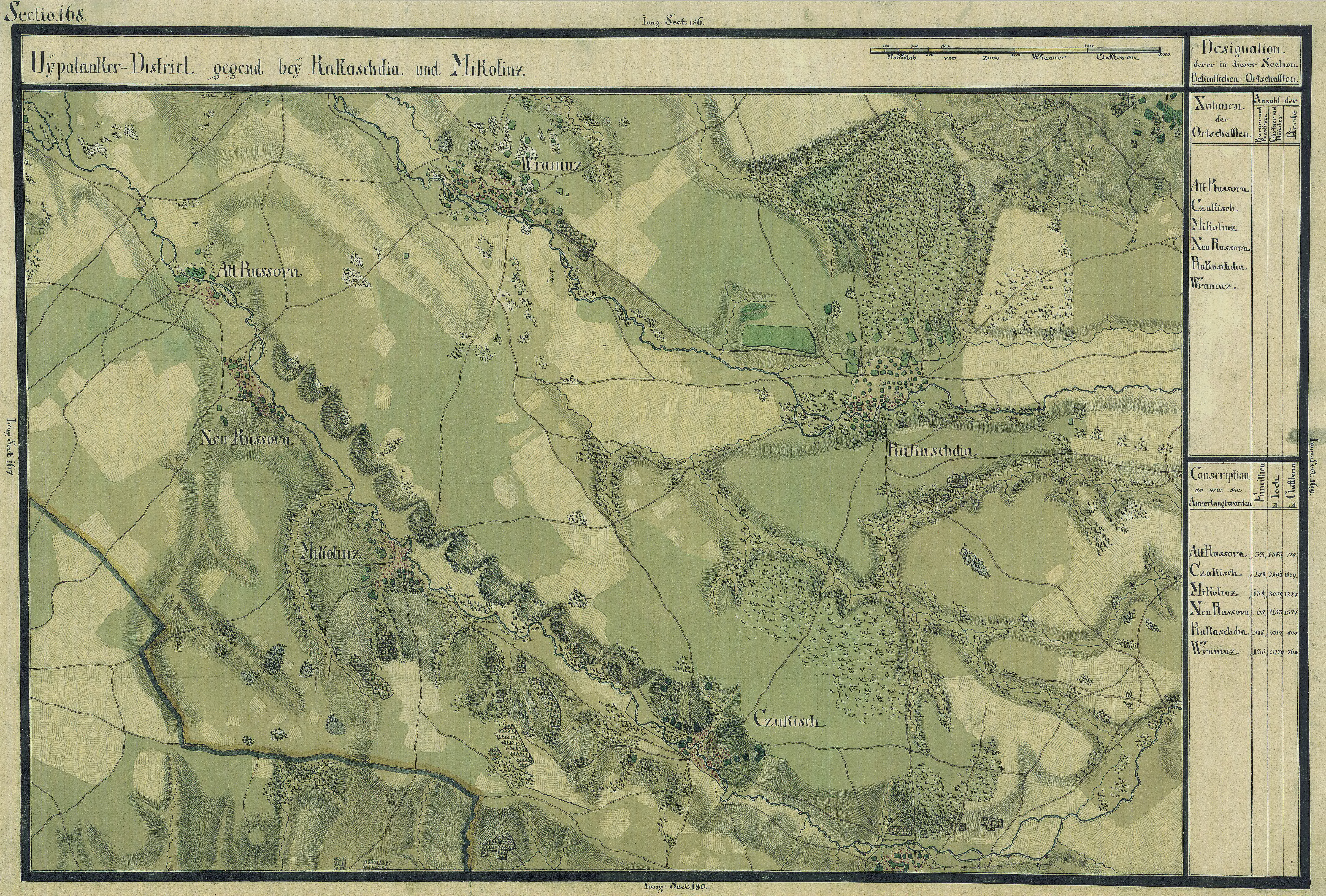
Rusova Veche auf der Josephinischen Landaufnahme

Rusova Veche (deutsch Alt-Roschowa, ungarisch Óruszolc) ist ein Dorf im Kreis Caraș-Severin, in der Region Banat, im Südwesten Rumäniens. Rusova Veche gehört zu der Gemeinde Berliște.

## Geografische Lage
Rusova Veche liegt im Südosten des Kreises Caraș-Severin, an der Grenze zu Serbien.

## Nachbarorte
| Berliște | Iertof                                      | Vrăniuț  |
| Serbien  | Kompassrose, die auf Nachbargemeinden zeigt | Răcășdia |
| Serbien  | Rusova Nouă                                 | Nicolinț |

## Geschichte
Eine erste urkundliche Erwähnung von Rusolch stammt aus dem Jahr 1421.
Im Laufe der Jahrhunderte traten verschiedene Schreibweisen des Ortsnamens in Erscheinung: 1421 Rusolch, 1427 Rusocz, 1428 Rusolcz, 1550 Rusocz, 1611 Rusova, 1785 Ruschova, Alt-Russova, 1796 Batrin Ruszova, 1808 Russova, Órussova, Alt-Ruschowa, Rushova, 1839 Ó-Russova, 1851 Russova, 1858 Ó-Russova, 1863 Ó-Russzova, 1873, 1877 Ruszova, 1882 Ruszova, Russova, Rusova Veche, 1891 Ó-Ruszova, 1893 Russova, Ruszova, 1900 Óruszova 1909 Rusova-veche, Óruszova, 1913 Óruszolc, 1925 Rusova-Veche, 1956 Rusova Veche.
Nach dem Frieden von Passarowitz (1718) kam das Banat unter österreichische Herrschaft. Auf der Josephinischen Landaufnahme ist Rusova mit 20 Häuser eingetragen. Auf der Mercy-Karte von 1723 sind zwei Ortschaften mit dem Namen Russova, Alt-Russova und Neu-Russova, das von zugezogenen Kolonisten aus der Kleinen Walachei gegründet wurde.
1855 befand sich Russova im Besitz der Österreichisch-ungarischen Staatseisenbahngesellschaft (StEG). Infolge des Österreichisch-Ungarischen Ausgleichs (1867) wurde das Arader Land, wie das gesamte Banat und Siebenbürgen, dem Königreich Ungarn innerhalb der Doppelmonarchie Österreich-Ungarn angegliedert.
Der Vertrag von Trianon am 4. Juni 1920 hatte die Grenzregulierung zur Folge, wodurch Rusova Veche an das Königreich Rumänien fiel.
Auf der Suche nach Trinkwasser fand der Ingenieur Simion Deteşan 2012 in Rusova Veche eine Quelle mit Heilwasser. Das Wasser, das gut bei Nierenleiden, Bluthochdruck und Diabetes sein soll, ist weit über die Grenzen hinweg sehr beliebt.